# Hårstrimsteklar
Hårstrimsteklar (Trichogrammatidae) är en familj av steklar som beskrevs av Förster 1856. Enligt Catalogue of Life ingår hårstrimsteklar i överfamiljen glanssteklar, ordningen steklar, klassen egentliga insekter, fylumet leddjur och riket djur, men enligt Dyntaxa är tillhörigheten istället ordningen steklar, klassen egentliga insekter, fylumet leddjur och riket djur. Enligt Catalogue of Life omfattar familjen Trichogrammatidae 812 arter. 

## Dottertaxa till hårstrimsteklar, i alfabetisk ordning[1][2]
- Adelogramma
- Adryas
- Aphelinoidea
- Apseudogramma
- Asynacta
- Australufens
- Bloodiella
- Brachista
- Brachygrammatella
- Brachyia
- Brachyufens
- Burksiella
- Centrobiopsis
- Ceratogramma
- Chaetogramma
- Chaetostricha
- Chaetostrichella
- Densufens
- Doirania
- Emeria
- Enneagmus
- Epoligosita
- Eteroligosita
- Eutrichogramma
- Haeckeliania
- Hayatia
- Hispidophila
- Hydrophylita
- Ittys
- Ittysella
- Japania
- Kyuwia
- Lathromeris
- Lathromeroidea
- Lathromeromyia
- Megaphragma
- Mirufens
- Monorthochaeta
- Neobrachista
- Neobrachistella
- Neocentrobia
- Neocentrobiella
- Neolathromera
- Nicolavespa
- Oligosita
- Oligositoides
- Ophioneurus
- Pachamama
- Paracentrobia
- Paraittys
- Paratrichogramma
- Paruscanoidea
- Pintoa
- Poropoea
- Prestwichia
- Probrachista
- Prochaetostricha
- Prosoligosita
- Pseudobrachysticha
- Pseudoligosita
- Pseudomirufens
- Pseuduscana
- Pterandrophysalis
- Pteranomalogramma
- Pterygogramma
- Sinepalpigramma
- Soikiella
- Szelenyia
- Thanatogramma
- Thoreauia
- Trichogramma
- Trichogrammatella
- Trichogrammatoidea
- Trichogrammatomyia
- Tumidiclava
- Tumidifemur
- Ufens
- Ufensia
- Urogramma
- Uscana
- Uscanella
- Uscanoidea
- Uscanopsis
- Viggianiella
- Xenufens
- Xenufensia
- Xiphogramma
- Zaga
- Zagella
- Zelogramma